# Neureut (Karlsruhe)
Neureut (im lokalen Dialekt Neret) ist der nördlichste Stadtteil von Karlsruhe. Die ehemals größte Landgemeinde Baden-Württembergs (heute rund 19.000 Einwohner) wurde am 14. Februar 1975 eingemeindet.
Der Name Neureut leitet sich ab aus „Neue Rodung“, da zum Bau der Siedlung an dieser Stelle der Wald gerodet wurde.

## Geschichte
- 5./6. Jahrhundert v. Chr. mehrere keltische Hügelgräber in der Flur Heidelburg zeugen von der Besiedlung in vorgeschichtlicher Zeit[4]
- 1260 vermutete Gründung durch Markgraf Rudolf I.
- 1699 Gründung der Gemeinde Welschneureut durch Markgraf Friedrich Magnus zur Aufnahme südfranzösischer Glaubensflüchtlinge („Welsche“, oft als Waldenser bezeichnet; tatsächlich waren es Hugenotten). Das seitherige Dorf wurde im Unterschied dazu fortan Teutschneureut genannt.
- 1913 Einrichtung einer Siebkläranlage, seither ausgebaut zur Kläranlage für ganz Karlsruhe
- 1914 erhält Neureut Elektrizitätsversorgung durch die wichtige Lebensmittelproduktion für die Front, welche durch die Matzenfabrik Strauss erfolgte
- 1921 Baubeginn der Gartensiedlung, später Heidesiedlung, an der Grenze nach Karlsruhe
- 1928 die ersten Häuser der Kirchfeldsiedlung entstehen in der Gildestrasse
- 1935 Eingliederung der Gemeinde Welschneureut, Umbenennung der vereinigten Gemeinde in „Neureut (Baden)“
- 1943 Schwere Schäden durch amerikanische Luftwaffe
- 1949 Gründung der Kirchfeldsiedlung auf einem ehemaligen Exerzierplatz, um Heimatvertriebene aus Böhmen, Mähren und dem Sudetenland aufzunehmen
- 1959 Bau der amerikanischen Kaserne
- 1960 Bau der General-Fahnert-Kaserne der Bundeswehr
- 1964 das Hallenbad Neureut wird eröffnet
- 1967 wird der Personenverkehr auf der Hardtbahn eingestellt
- 1975 trotz heftigen Widerstandes seitens der Bevölkerung Eingemeindung zur Stadt Karlsruhe. Im Jahr zuvor hatte die damals eigenständige Gemeinde Neureut Klage gegen die Eingemeindung eingereicht, diese wurde abgewiesen und damit vollzogen.[5]
- 1977 Die Badnerlandhalle wird fertiggestellt und eingeweiht. Sie liegt am Neureuter Platz, der am Ostrand des alten Ortes ein “Neues Zentrum” werden sollte.
- 1979 die Hardtbahn (heute S1/S11) wird als Stadtbahnlinie wiedereröffnet.
- 1985 das Hallenbad Neureut wird nach Umbau und Renovierung in Adolf-Ehrmann-Bad umbenannt
- 1994 das Gewerbegebiet Sandfeld wird zum Bebauen freigegeben, es verbindet die voneinander getrennten Ortsteile
- 1995 die Amerikaner rücken aus Neureut ab, durch die Nordstadt wird Neureut baulich mit der Kernstadt verbunden
- 1999 Welschneureut wird 300 Jahre
- 2006 Baubeginn von Kirchfeld-Nord auf dem Gelände der ehemaligen US-Kaserne; Eröffnung der Straßenbahnlinie 3 (heute 1) nach Neureut Heide
- 2007 Baubeginn der Querspange Neureut-Nord
- 2009 Freigabe der Querspange am 6. April

## Ortsteile
- Neureut Nord (Teutschneureut)
- Neureut Süd (Welschneureut)

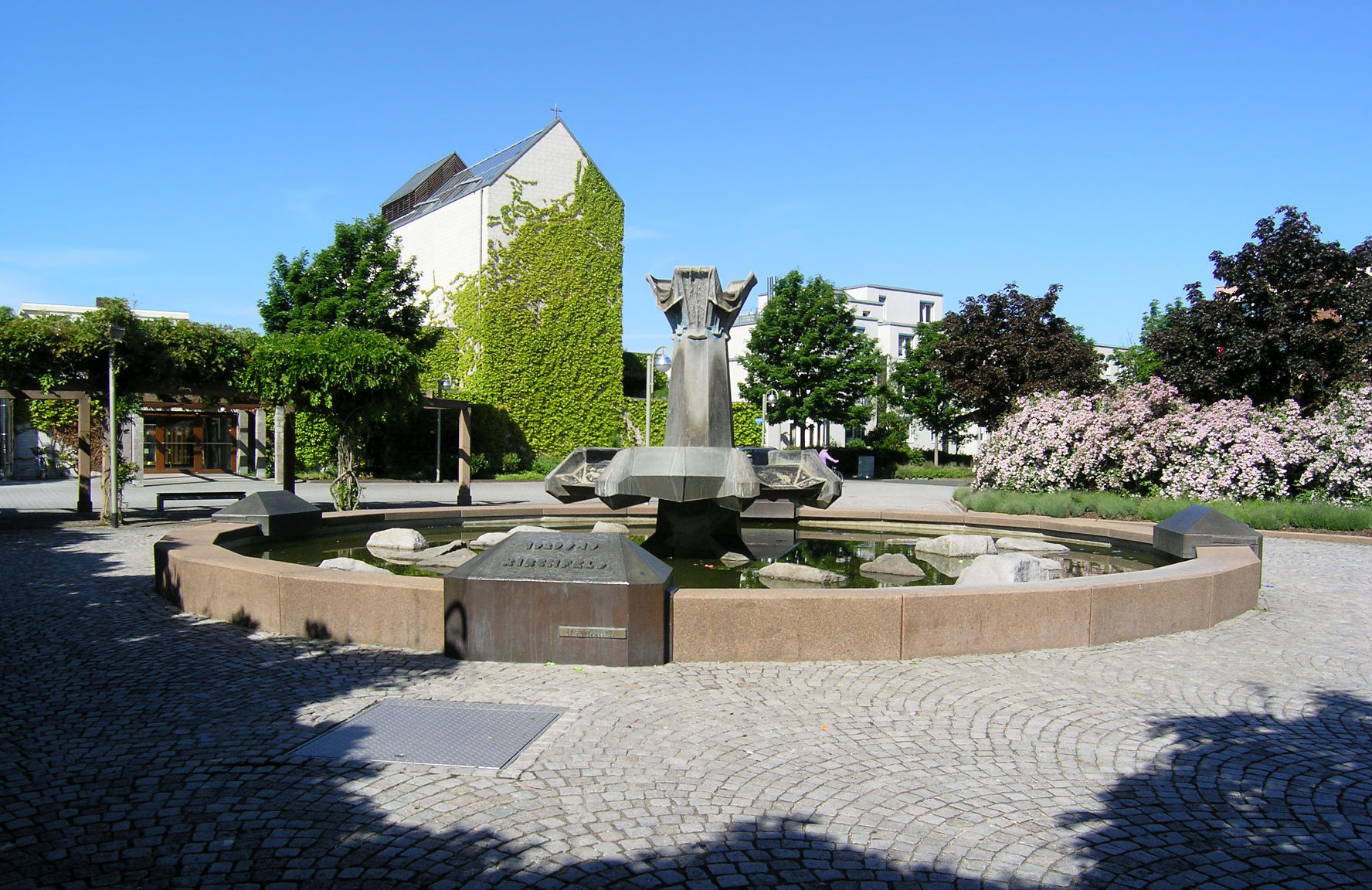
Der Neureuter Platz mit dem “Brunnen der Ortsteile” und der Kirche St. Judas Thaddäus

Brunnen Steinblume in Neureut von Gerhard Karl Huber

- Heide, Siedlung von 1921, grenzt an die später entstandene Nordstadt und den Heidesee
- Kirchfeld, Siedlung am Hardtwald, für Heimatvertriebene nach dem Zweiten Weltkrieg, zeitweise zwei Kasernen

## Schulen
Im Ort befinden sich folgende Schulen:
- Waldschule (Grundschule)
- Südschule (Grundschule)
- Nordschule (Grundschule)[7]
- Schulzentrum Neureut (Gymnasium, Realschule, Musikschule)
- Hardtwaldschule (Schule für Geistigbehinderte)

## Sportvereine
- 1. Shotokan Karate Club Neureut e. V.
- CVJM Neureut e. V.
- FC Germania Neureut 07
- FC Neureut 08
- Fun Tappers (Steptanz)
- FV Fortuna Kirchfeld 1949
- TG Neureut
- SSV Neureut (Boule und Breitensport)
- TuS Neureut
- TTC Karlsruhe-Neureut – Der Tischtennisverein wurde 2000 neu gegründet und hat zwischenzeitlich in der 1. Bundesliga gespielt.
- TC Neureut
- VC Neureut[8]
- Bürgerverein Neureut

## Kirchen

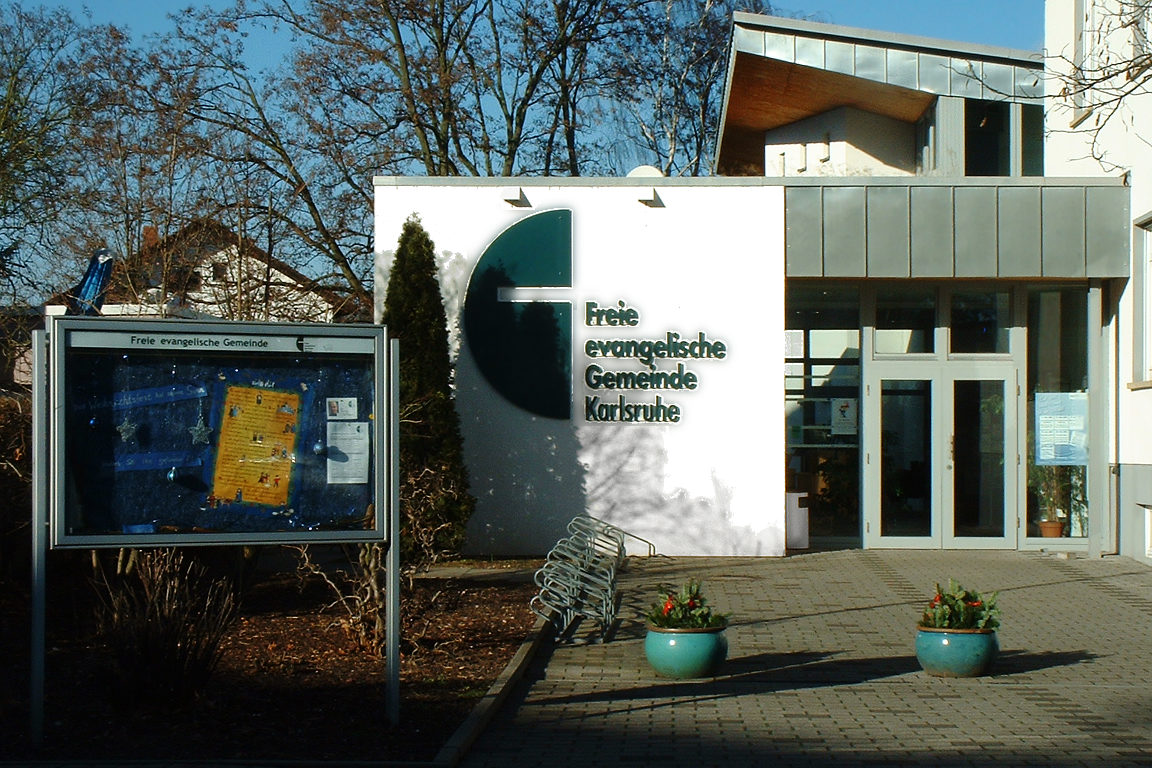
FeG Karlsruhe in der Heidesiedlung

- Römisch-katholische Kirche, Erzbistum Freiburg
  - St. Judas Thaddäus am Neuen Zentrum, mit auffälliger Architektur von Ottokar Uhl
  - St. Heinrich und Kunigunde in Kirchfeld
- Evangelische Landeskirche in Baden, Neureut gehört auch nach der Eingemeindung zum Kirchenbezirk Karlsruhe-Land
  - Gemeinde Neureut-Nord mit großer neugotischer Kirche
  - Gemeinde Neureut-Süd mit Waldenserkirche
  - Gemeinde Neureut-Kirchfeld mit Lutherhaus
- Freie evangelische Gemeinde, Gemeindezentrum in Heide
- Neuapostolische Kirche am Neuen Zentrum
- LifePoint Gemeinde Gottes im Tiefgestade

## Hilfsorganisationen
- Freiwillige Feuerwehr Karlsruhe, Abteilung Neureut
- DRK Neureut
- DLRG Neureut
- Sanitätsdienst Schulzentrum Neureut